# Fen
Un fen (en chino 分; pinyin fēn; en cantonés: sin [仙]; y literalmente porción), es una unidad monetaria utilizada en la Gran China, incluyendo a la República Popular China, la República de China (Taiwán), Hong Kong (llamada cent por influencia del inglés) y Macao (llamada avo por influencia del portugués). Un fen es igual a 1⁄100 de yuan o 1⁄10 jiao chino.
- En cuanto al yuan renminbi se emitieron en monedas de 1, 2 y 5 fen[1] y también en billetes de las mismas denominaciones.[2]